# Numérotation Diels-Kranz

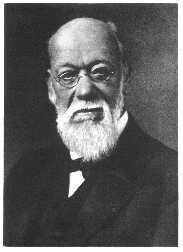
Hermann Alexandre Diels

La numérotation Diels-Kranz (DK) est le système standard de référencement des œuvres des philosophes présocratiques, basé sur le recueil Die Fragmente der Vorsokratiker (Les fragments des présocratiques) initié par Hermann Alexander Diels en 1903 et révisé par Walther Kranz lors des cinquième (1934-1937) et sixième (1952) éditions. À chaque élément du Diels-Kranz est associé un numéro permettant d'identifier de manière unique l'auteur auquel il se rapporte et le type d'élément donné. L'ouvrage regroupe des textes allant de la poésie pré-homériques attribuée à des personnages tels qu'Orphée jusqu'aux Sophistes contemporains de Socrate. Il est un équivalent pour ces auteurs de la pagination de Stephanus pour Platon, ou de la numérotation de Bekker (en) pour Aristote.

## Contexte
Les œuvres des présocratiques n'ont pas survécu jusqu'à nos jours. Nous ne les connaissons que par des références faites par des auteurs ultérieurs sous forme de citations et de paraphrases particulièrement chez les doxographes.
Ces textes dispersés ont été rassemblés et classés par Diels et Kranz, permettant d'unifier les références aux sources. En raison de son influence, la numérotation Diels-Kranz est ainsi devenue un moyen standard d'indiquer des sources précises dans la littérature scientifique.

## Système de numérotation
Le numéro correspondant à un article est composé de trois parties :
1. un numéro représentant la personnalité à laquelle l'élément renvoie - ce numéro est également celui d'un chapitre du Fragmente . Par exemple, « 11 », fait référence à Thalès et au chapitre 11 du Fragmente.
2. une lettre indique le type d'élément, les trois lettres principales étant :
A : pour des textes concernant la vie et les doctrines des auteurs.
B : pour des fragments d'œuvre, citations considérées exactes.
C : pour des imitations, des textes qui prennent l'auteur pour modèle[1].
3. un nombre représentant la position de l'élément particulier dans son chapitre.

Par exemple, le texte DK 11A9 indique un texte sur Thalès (auteur 11), concernant sa vie (lettre A) et placé en 9e place dans le recueil, en l'occurrence un passage du Théétète de Platon.
Parfois, le nom de l'auteur est directement utilisé plutôt que son numéro : ici, ce serait « Thalès A9 ». Un numéro de ligne peut aussi être éventuellement ajouté, par exemple DK 11A9-3 pour la 3e ligne du texte grec.

## Tableaux de correspondance
Les tableaux suivant donnent la numérotation Diels – Kranz et le type de textes disponibles pour les divers auteurs. Le premier est tiré de la 6e édition, retirages de 1959-1960. Le second provient de la traduction française de 1988 sous la direction de Jean-Paul Dumont.
| Première poésie cosmologique | Première poésie cosmologique | Poésie astrologique du VIe siècle | Poésie astrologique du VIe siècle | Première prose cosmologique et gnomique | Première prose cosmologique et gnomique |
| ---------------------------- | ---------------------------- | --------------------------------- | --------------------------------- | --------------------------------------- | --------------------------------------- |
| 1                            | Orphée                       | 4                                 | Hésiode                           | 7                                       | Phérécyde                               |
| 2                            | Musée d'Athènes              | 5                                 | Phocus                            | 8                                       | Théagène                                |
| 3                            | Épiménide                    | 6                                 | Cléostrate                        | 9                                       | Acousilaos                              |
|                              |                              |                                   |                                   | 10                                      | Sept sages de Grèce                     |

| Les Milésiens                | Les Milésiens                                                 | Les Milésiens | Les Milésiens                                                       | Les Milésiens | Les Milésiens |
| ---------------------------- | ------------------------------------------------------------- | ------------- | ------------------------------------------------------------------- | ------------- | --- |
| 11                           | Thalès A. Vie et philosophie B. Fragments                     | 12            | Anaximandre A. Vie et philosophie B. Fragments                      | 13            | Anaximène A. Vie et philosophie B. Fragments |
|                              |                                                               |               |                                                                     |               | |
|                              |                                                               |               |                                                                     |               | |
| 14                           | Pythagore A. Vie et philosophie                               |               |                                                                     |               | |
|                              |                                                               |               |                                                                     |               | |
| Les Pythagoriciens anciens   |                                                               |               |                                                                     |               | |
| 15                           | Cercops                                                       | 16            | Pétron                                                              | 17            | Brontin |
| 18                           | Hippase                                                       | 19            | Calliphon et Démocédès                                              | 20            | Parméniscos |
|                              |                                                               |               |                                                                     |               | |
|                              |                                                               |               |                                                                     |               | |
| 21                           | Xénophane A. Vie et philosophie B. Fragments C. Imitations    | 22            | Héraclite A. Vie et philosophie B. Fragments C. Imitations          | 23            | Épicharme A. Vie et écrits B. Fragments |
|                              |                                                               |               |                                                                     |               | |
| Les Pythagoriciens moyens    |                                                               |               |                                                                     |               | |
| 24                           | Alcméon A. Vie et philosophie B. Fragments                    | 25            | Iccos                                                               | 26            | Paron |
| 27                           | Ameinias (el)                                                 |               |                                                                     |               | |
|                              |                                                               |               |                                                                     |               | |
|                              |                                                               |               |                                                                     |               | |
| 28                           | Parménide A. Témoignages B. Fragments                         | 29            | Zénon d'Élée A. Vie et doctrine B. Fragments                        | 30            | Mélissos A. Vie et philosophie B. Fragments |
| 31                           | Empédocle A. Témoignages B. Fragments                         |               |                                                                     |               | |
|                              |                                                               |               |                                                                     |               | |
| Les Pythagoriciens récents   |                                                               |               |                                                                     |               | |
| 32                           | Ménestor                                                      | 33            | Xouthos                                                             | 34            | Boïdas |
| 35                           | Thrasyalcès                                                   | 36            | Ion de Chio A. Vie, écrits et philosophie B. Fragments              | 37            | Damon le Musicien A. Vie B. Fragments |
| 38                           | Hippon A. Vie et philosophie B. Fragments                     | 39            | Phaleas et Hippodamos                                               | 40            | Polyclète A. Vie et écrits B. Fragments |
| 41                           | Œnopide                                                       | 42            | Hippocrate de Chio et Eschyle                                       | 43            | Théodore |
| 44                           | Philolaos A. Vie, maximes, œuvres et philosophie B. Fragments | 45            | Eurytos                                                             | 46            | Archippos, Lysis, et Opsimos |
| 47                           | Archytas A. Vie et philosophie B. Fragments                   | 48            | Ocellos                                                             | 49            | Timée de Locres |
| 50                           | Hicétas                                                       | 51            | Ecphantos                                                           | 58            | École pythagoricienne A. Catalogue de Jamblique B. Les pythagoriciens anonymes C. Acousmates et symboles D. D'après les « Maximes pythagoriciennes » et la « Vie pythagoricienne », d'Aristoxène E. Les pythagoristes dans la moyenne comédie |
| 52                           | Xénophile                                                     | 53            | Diocles, Échécrate, Polymnastos, Phanton, et Arion                  | 58            | École pythagoricienne A. Catalogue de Jamblique B. Les pythagoriciens anonymes C. Acousmates et symboles D. D'après les « Maximes pythagoriciennes » et la « Vie pythagoricienne », d'Aristoxène E. Les pythagoristes dans la moyenne comédie |
| 54                           | Proros, Amyclas, et Clinias                                   | 55            | Damon et Phintias                                                   | 58            | École pythagoricienne A. Catalogue de Jamblique B. Les pythagoriciens anonymes C. Acousmates et symboles D. D'après les « Maximes pythagoriciennes » et la « Vie pythagoricienne », d'Aristoxène E. Les pythagoristes dans la moyenne comédie |
| 56                           | Simos, Myonide et Euphranor                                   | 57            | Lycon (Lycos)                                                       | 58            | École pythagoricienne A. Catalogue de Jamblique B. Les pythagoriciens anonymes C. Acousmates et symboles D. D'après les « Maximes pythagoriciennes » et la « Vie pythagoricienne », d'Aristoxène E. Les pythagoristes dans la moyenne comédie |
|                              |                                                               |               |                                                                     |               | |
|                              |                                                               |               |                                                                     |               | |
| 59                           | Anaxagore A. Vie et philosophie B. Fragments                  |               |                                                                     |               | |
|                              |                                                               |               |                                                                     |               | |
| Après Anaxagore et Héraclite |                                                               |               |                                                                     |               | |
| 60                           | Archélaos A. Vie et philosophie B. Écrits                     | 61            | Métrodore de Lampsaque                                              | 62            | Clidémos |
| 63                           | Idaios                                                        | 64            | Diogène d'Apollonie A. Vie et philosophie B. Fragments C. Influence | 65            | Cratyle |
| 66                           | Antisthène l'héraclitéen                                      |               |                                                                     |               | |
|                              |                                                               |               |                                                                     |               | |
| Les Abdéritains              |                                                               |               |                                                                     |               | |
| 67                           | Leucippe A. Vie et philosophie B. Fragments                   | 68            | Démocrite A. Vie et philosophie B. Fragments C. Imitations          | 69            | Nessas A. Vie B. Fragments |
| 70                           | Metrodore de Chio A. Vie et philosophie B. Fragments          | 71            | Diogène de Smyrne                                                   | 72            | Anaxarque A. Vie et philosophie B. Fragments |
| 73                           | Hécatée d'Abdère A. Vie et philosophie B. Fragments           | 74            | Apollodore de Cyzique                                               | 75            | Nausiphane A. Vie et philosophie B. Fragments |
| 76                           | Diotime                                                       | 77            | Bion d'Abdère                                                       | 78            | Bolos |
|                              |                                                               |               |                                                                     |               | |
| Les Sophistes                |                                                               |               |                                                                     |               | |
| 79                           | La sophistique ancienne                                       | 80            | Protagoras A. Vie et doctrine B. Fragments C. Imitations            | 81            | Xéniade |
| 82                           | Gorgias A. Vie et doctrine B. Fragments C. Imitations         | 83            | Lycophron A. Vie et doctrine                                        | 84            | Prodicos A. Vie et doctrine B. Fragments |
| 85                           | Thrasymaque A. Vie et doctrine B. Fragments                   | 86            | Hippias A. Vie et doctrine B. Fragments                             | 87            | Antiphon A. Vie et écrits B. Fragments |
| 88                           | Critias A. Vie et écrits B. Fragments                         | 89            | Anonyme de Jamblique                                                | 90            | Double dits |